# Двинин, Вячеслав Алексеевич
Вячесла́в Алексе́евич Двинин (6 мая 1966, Первоуральск, Свердловская область, СССР) — советский и российский бас-гитарист, контрабасист, автор песен, аранжировщик
, звукорежиссёр

, саунд-продюсер. Наиболее известен как бас-гитарист рок-группы «Чайф».

## Биография
Детство провёл в городе Первоуральске, где жил в одном подъезде с Настей Полевой.
В 14 лет начал играть в ансамбле Дома пионеров, а затем в школьном ансамбле на гитаре и клавишных инструментах.
В конце 10-го класса в 1983 году Двинин решил профессионально учиться музыке. Он уехал в Свердловск, в училище им. Чайковского, где понял, что шансов у него почти нет. Двинин взял напрокат контрабас и стал его осваивать. Сдал экзамен на четвёрку.
Отучившись год, ушёл в армию и проходил службу в Москве, где играл в оркестре внутренних войск. В составе оркестра участвовал в похоронах Устинова и Черненко, а также на торжественной церемонии открытия и закрытия XII Всемирного фестиваля молодёжи и студентов, проходившего в Москве с 27 июля по 3 августа 1985 года.
Участвовал в подготовке летних «Игр доброй воли» в Москве 1986 года. В 1986 году вернулся в Свердловск и перевёлся с оркестрового отделения на эстрадное по классу бас-гитара, контрабас. В 1986 году принял участие на первой творческой мастерской Свердловского рок-клуба в составе группы «Раут» под управлением Владимира Огонькова и вокалисткой Ольгой Арефьевой (группа «Ковчег»), с которой учился на одном курсе в музыкальном училище им. П. И. Чайковского.
В 1987 году принимал участие в отборочном конкурсе всесоюзного конкурса-фестиваля «Юрмала-87». С 1986 по 1988 год работал в группах «Nota bene», «Встречное движение», в свободное время работал в ресторанах города.
В январе 1988 года уехал в Армению, город Джермук, где работал музыкантом с И. Сосниным в ресторане «Сюник», летом 1988 года вернулся в Свердловск.
Весной 1989 попал в «Ассоциацию содействия возвращению заблудшей молодёжи на стезю добродетели» Алексея Могилевского, но по желанию Могилевского перешёл на работу в группу «Настя» вместо Вадима Шавкунова. Работал в группе Насти Полевой с осени 1989 по 1992 год.
После 1991 года уехал в Европу. Работал на улице в Дании (1992—1993 годы) и в Германии (1995 год). Осенью 1995 года вернулся окончательно.
В январе 1996 года был приглашён попробовать свои силы в «Чайф».
Женат, сын Василий.

## Награды
6 декабря 2010 года вместе с остальными участниками группы «Чайф» награждён Знаком «За заслуги перед Свердловской областью» III степени